# Erantheminae
 (juin 2025).
Si vous disposez d'ouvrages ou d'articles de référence ou si vous connaissez des sites web de qualité traitant du thème abordé ici, merci de compléter l'article en donnant les références utiles à sa vérifiabilité et en les liant à la section « Notes et références ».
Sous-tribu
Les Erantheminae sont une sous-tribu de plantes à fleurs de la famille des Acanthaceae, de la sous-famille des Acanthoideae et de la tribu des Ruellieae.
Le genre type est Eranthemum.

## Listes des genres
- Brunoniella
- Eranthemum
- Kosmosiphon
- Leptosiphonium
- Pararuellia
- Pseudosiphonium

## Publication originale
- Candolle, A.L.P.P. de (ed.) 1847. Prodromus systematis naturalis regni vegetabilis, sive enumeratio contracta ordinum, generum, specierumque plantarum huc usque cognitarum, juxta methodi naturalis normas digesta. Pars 11, Sistens praesertim Acanthaceas et Verbenaceas. 736 pp. Sumptibus Victoris Masson, Parisiis [Paris].